# Estação Rue du Bac
Rue du Bac é uma estação da linha 12 do Metrô de Paris, localizada no 7.º arrondissement de Paris.

## História
A estação foi aberta em 5 de novembro de 1910. A rue du Bac deve seu nome ao fato que, em 1564, no final da rua que descia para o rio Sena, uma balsa (bac) era necessário para atravessar o rio Sena. Ela permitia aos blocos de pedra vindos das pedreiras de Vaugirard de chegar ao canteiro de construção das Tulherias.
A estação foi renovada (em caso de emergência, porque estava em mau estado) em estilo Andreu-Motte em 1984.
Em 24 de fevereiro de 2011, um painel cultural em memória do poeta René Char foi posto na plataforma em direção de Mairie d'Issy. Em 2007, por ocasião do centésimo aniversário do nascimento do poeta, a praça no cruzamento da rue du Bac, da rue Paul-Louis Courier e dos boulevards Raspail e Saint-Germain, situada acima da estação, foi nomeada René Char.
Em 2015, 2 346 931 passageiros entraram nesta estação (em comparação com 2 889 632 em 2013) o que a coloca na 225a posição das estações de metrô por sua frequência em 302.

## Serviços aos Passageiros

### Acesso

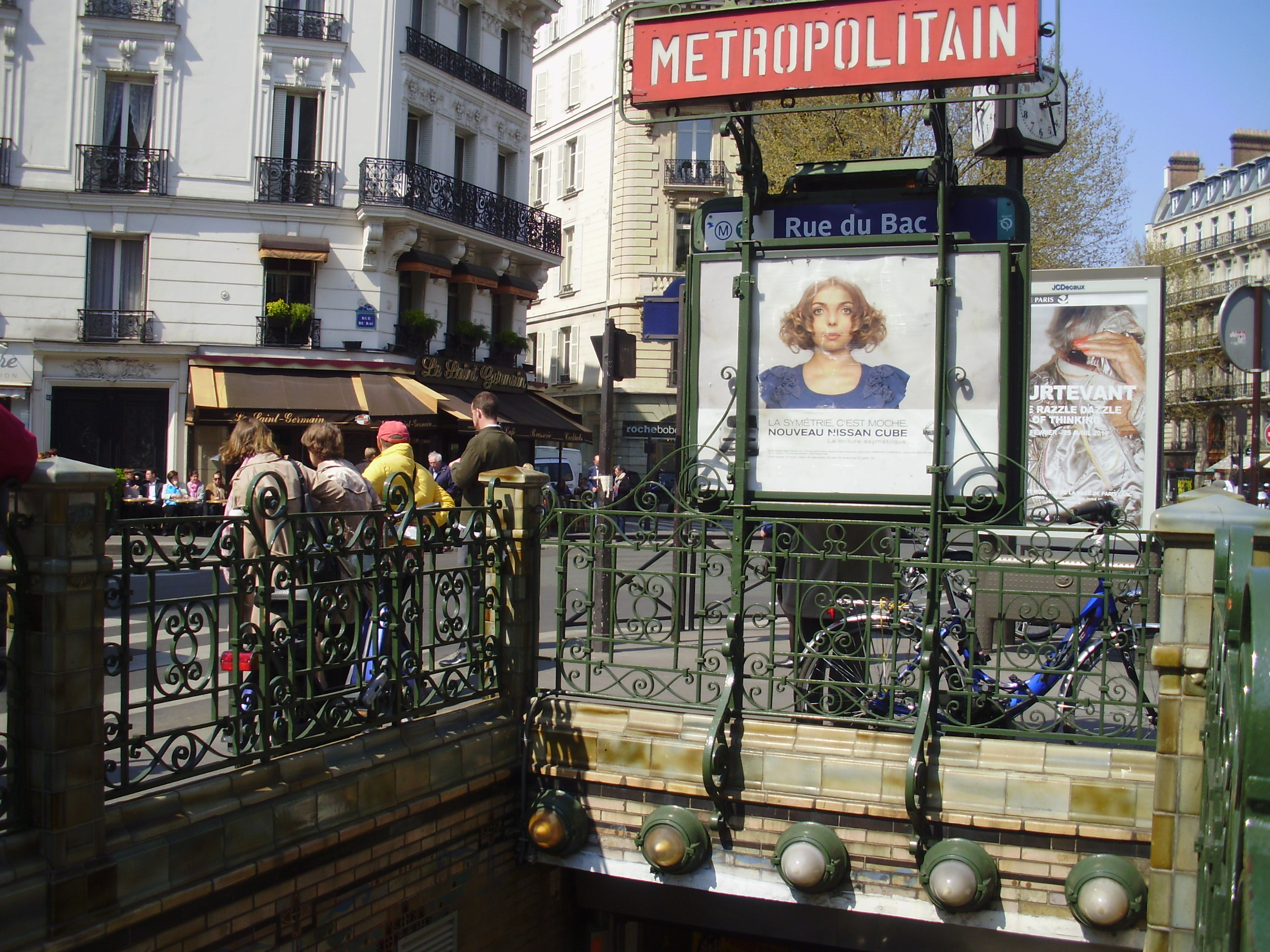
Entrada da estação no terrapleno central do boulevard Raspail.

A estação tem um único acesso, localizado no terrapleno central do boulevard Raspail, em frente ao n° 2.

### Plataforma
Rue du Bac é uma estação de configuração padrão: ela tem duas plataformas laterais separadas por duas vias do metrô e a abóbada é elíptica. Os pés-direitos são verticais, característica das estações da Nord-Sud. As plataformas são equipadas no estilo Andreu-Motte e possuem uma rampa luminosa e assentos "Motte" de cor laranja, os bancos e algumas das saídas dos corredores em telhas marrons planas. As telhas são brancas e lisas e cobrem os pés-direitos e o tímpano. A abóbada é pintada de branco e algumas das saídas dos corredores possuem telhas brancas biseladas clássicas. Os quadros publicitários são metálicos e o nome da estação é inscrito em placas esmaltadas na fonte Parisine.

### Intermodalidade
A estação é servida pelas linhas de 63, 68, 69, 83, 84 e 94 da rede da RATP de ônibus e pela linha turística OpenTour.

## Pontos turísticos
- Hôtel Matignon
- Maison de Verre